# Ляшенко, Олег Владимирович
Олег Владимирович Ляшенко (укр. Олег Володимирович Ляшенко; род. 22 августа 1976, Николаев) — украинский футболист, защитник.

## Игровая карьера
Воспитанник СДЮШОР Николаев. Первый тренер — Владлен Науменко. Выпускник крымского УОР.
В 1995 году 19-летний Ляшенко дебютировал в СК «Николаев» при тренере Кучеревском в высшей лиге чемпионата Украины. Первый матч: 04 марта 1995 года «Николаев» — «Верес» (Ровно), 1:0.
В 2000 году Олег выступал в клубе высшей лиги Белоруссии «Торпедо-Кадино», который по итогам сезона покинул лигу сильнейших.
С 2005 года играет в любительских коллективах Николаевской области. В январе 2006 года сменил Руслана Забранского на посту главного тренера николаевского «Металлурга». Когда команда НГЗ была расформирована, перешёл в «Вороновку». В 2013 году «Вороновка», объединилась с командой «Николаев-ветераны», и Ляшенко продолжил выступления в новообразованной «Вороновка-Николаев» (вет.).